# Castellania (Valletta)
Der Palazzo Castellania (maltesisch Il-Palazz Kastellanja) ist ein Verwaltungsgebäude in der maltesischen Hauptstadt Valletta. Er befindet sich am Triq il-Merkanti und ist als Grade-I-Bauwerk unter der Nummer 1132 im National Inventory of the Cultural Property of the Maltese Islands verzeichnet.

## Namensherkunft
Castellania war die Bezeichnung des Zivil- und Strafgerichts der maltesischen Inseln unter der Herrschaft des Malteserordens.

## Baugeschichte
Das Gebäude wurde 1757 vom Großmeister des Malteserordens Manuel Pinto de Fonseca in Auftrag gegeben, die Bauarbeiten nach Plänen des maltesischen Architekten Francesco Zerafa begannen im selben Jahr. Nach Zerafa übernahm Giuseppe Bonnici die Ausführung. Der Bau wurde 1760 vollendet.

## Nutzung
Nach seiner Fertigstellung diente der Palazzo als Justizgebäude. Neben Büros und Gerichtssaal befanden sich dort eine Kapelle und Zellen für Gefangene, in denen sich Graffiti erhalten haben. Die Funktion als Gerichtsgebäude erfüllte der Palazzo Castellania bis 1853, als das Gericht der britischen Kolonie in die Auberge d’Auvergne umzog. Nach einer kurzen Nutzung als Mädchenoberschule blieb das Gebäude fast ein halbes Jahrhundert ungenutzt, bis im Jahr 1895 dort die Gesundheitsbehörde Maltas eingerichtet wurde. Diese Funktion hat der Palazzo bis heute, heute ist dort das Gesundheitsministerium der Republik Malta untergebracht.
In einer der Gefängniszellen erwartete Mikiel Anton Vassalli während der britischen Herrschaft seine Verbannung. Ebenfalls in diesem Gebäude entdeckte Themistocles Żammit den Übertragungsweg des Maltafiebers auf den Menschen durch kontaminierte Ziegenmilch, ein Museum im Gebäude erinnert heute an diese Entdeckung.

## Beschreibung
Der zweigeschossige Palazzo mit Mezzaningeschoss erstreckt sich auf drei Seiten eines Innenhofes. Die symmetrische Straßenfassade zeigt typisch barocke Elemente. Die Gebäudeecken bilden gebündelte Pilaster. Das Erdgeschoss ist in acht Abteilungen gegliedert, vier an jeder Seite des Haupteingangs. Darüber befindet sich eine Reihe von acht quadratischen Fenstern und ein Balkon, die zusammen das piano nobile kennzeichnen. Der Mittelteil erhebt sich bis zur vollen Höhe der Fassade. Der rundbogige Haupteingang ist verziert mit Wappenschildern des Großmeisters Pinto, die sich auch in den Metopen zwischen den Triglyphen des dorischen Frieses wiederfinden, der wiederum auf zwei Pilastern beiderseits des Eingangs ruht. Über diesem Fries ragt ein Balkon hervor, darüber befindet sich eine Gedenktafel. Der Zugang zum Balkon wird von Pilastern flankiert und von einem Sprenggiebel bekrönt, an dessen Seiten die figürlichen Allegorien der Gerechtigkeit und der Wahrheit stehen. Über der leeren Giebelnische, die möglicherweise eine Büste Pintos enthielt, stehen eine geflügelte Frauengestalt und ein Putto.

## Rezeption
Eine Abbildung des Palazzo Castellania findet sich auf einer silbernen maltesischen 10-Euro-Gedenkmünze, die 2009 geprägt wurde.